# Michel Wuyts
Michel Wuyts (Lovaina, 22 de diciembre de 1956) es un periodista y escritor belga, especializado en ciclismo. Es comentarista de la cadena pública flamenca VRT.

## Carrera
Estudió Pedagogía en la Universidad Católica de Lovaina. Tras terminar sus estudios, se convirtió en director en una escuela de Schaffen, cerca de Diest. En 1993 comenzó a trabajar como periodista en la redacción deportiva de la Organización de Radio y Televisión Flamenca (VRT). 
Wuyts es conocido por ser comentarista de ciclismo en la VRT. Comenta el Tour de Francia, además del campeonato del mundo y la mayoría de las clásicas, habitualmente junto a José De Cauwer, ocasionalmente con Karl Vannieuwkerke. En ciclocross suele comentar junto con el ex-campeón del mundo Paul Herygers.
El 21 de febrero de 2012, Michel Wuyts fue admitido en la Confrérie van het Ezelskruisje en Kuurne en reconocimiento a su amor por la Kuurne-Brussels-Kuurne, una de las clásicas de primavera. En compañía de Herman De Croo, Marijn Devalck, Piet Huysentruyt, entre otros.
Entre finales de 2012 y principios de 2015, Michel Wuyts, junto con el compositor y guitarrista Geert Vandenbon, realizaron la producción teatral Planeet Koers, un cuento narrativo sobre el ciclismo. En la temporada teatral de 2016-2017, renovaron su colaboración en la producción 'Dag & Nacht Koers' . En temporadas de teatro posteriores continuaron realizando el espectáculo. En Flandes, ocasionalmente en Países Bajos. Se han realizado más de 100 proyecciones en centros culturales y teatros flamencos.